# Tony Fischier

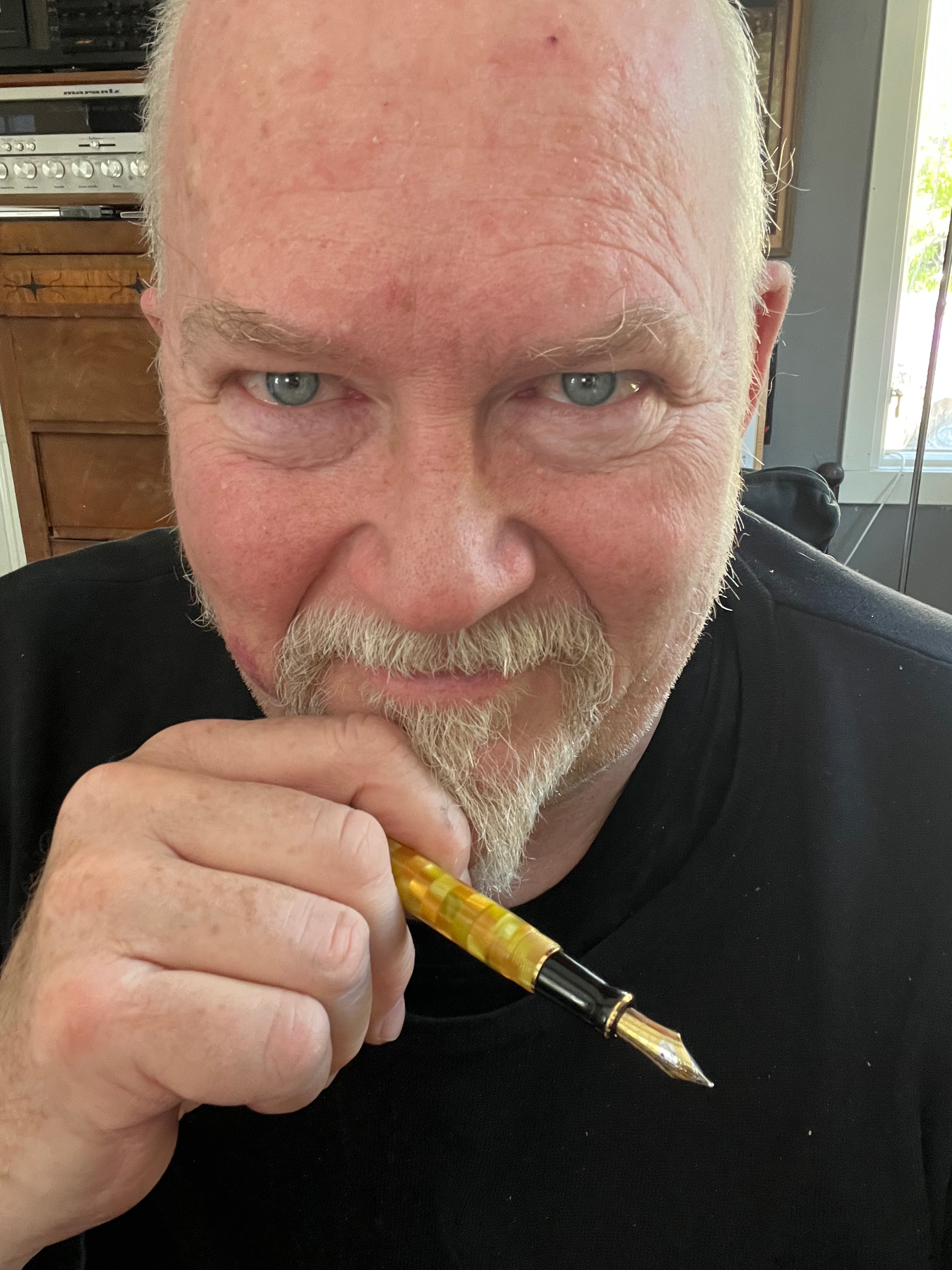
Författaren Tony Fischier med reservoarpenna

Tony Fischier, född 5 augusti 1962 i Umeå, är en svensk journalist, författare, konstnär och musiker. Han arbetade under åttiotalet som fångvaktare, och mellan 1992 och 2023 på Göteborgs-Posten bland annat som journalist, nyhetsgrafiker och filmrecensent. 

2015-2017 utforskade han gamla mästares konsttekniker i olja under temat "Original eller Fischier".  

2021 släpptes musikalbumet "Cradle your conscience" med bandet "Bobbin Lace", med Fischier på trummor. 

2021 debuterade han med kriminalromanen Mannen som försvann, som utspelar sig i Göteborg.

## Konstutställningar i urval
- Galleri Fallera, Lidingö (2015)
- Galleri Antikfik, Falkenberg (2015)
- Galleri Mariaplan, Göteborg (2015)
- Galleri Marsjö, Borgholm (2016)
- Galleri Mariaplan, Göteborg (2017)

## Diskografi
- La Machine: Hell (1984)
- Bobbin Lace: Cradle your conscience (2021)